# Пис Ривер (Алберта)
Пис Ривер (енгл. Peace River) је варошица у северном делу канадске провинције Алберта и део је статистичке регије Северна Алберта. Варош је смештена на обалама реке Пис у близини ушћа река Смоки и Харт. Од града Гранд Прерија удаљен је 198 км североисточно док се административни центар провинције Едмонтон налази на око 480 км југоисточно. 
Насеље је 1916. добило статус села, а 1919. и статус вароши. 
Привреда почива на шумарству, пољопривреди и експлоатацији нафте и земног гаса. На око 5 км северно од вароши налази се и мањи аеродром. 

Према резултатима пописа становништва из 2011. у варошици је живело 6.744 становника у око 2.900 домаћинстава, што је за 6,8% више у односу на попис из 2006. када је регистровано 6.315 становника.

## Становништво
| 1996. | 2001. | 2006. | 2011. | 2016. |
| ----- | ----- | ----- | ----- | ----- |
| 6.536 | 6.240 | 6.315 | 6.729 | 6.842 |